# ال آدامسون
ال آدامسون (انگلیسی: Al Adamson؛ ۲۵ ژوئیهٔ ۱۹۲۹ – ۲۱ ژوئن ۱۹۹۵) یک کارگردان، و تهیه‌کننده اهل ایالات متحده آمریکا بود.

## فیلم شناسی
- Psycho A-Go-Go (۱۹۶۵)
- شیطانی با مغر الکتریکی (۱۹۶۶) [۱]
- یک گروه زنانه (۱۹۶۹)
- آزاد دهندگان شیطان (۱۹۶۹)
- On the Reeperbahn at Half Past Midnight (۱۹۶۹)
- خون قلعه دراکولا (۱۹۶۹)
- شیاطین خونخوار جهنم (۱۹۷۰)
- Horror of the Blood Monsters (۱۹۷۰)
- Five Bloody Graves (۱۹۷۰)
- دراکولا در مقابل فرانک‌اشتاین (۱۹۷۱)
- Brain of Blood (۱۹۷۲)
- Blood of Ghastly Horror (۱۹۷۲)
- Angels' Wild Women (۱۹۷۲)
- Dynamite Brothers (۱۹۷۴)
- I Spit on Your Corpse (۱۹۷۴) منتشر شده با نام دخترانی برای اجاره [۲]
- Naughty Stewardesses (۱۹۷۵)
- دختران جسی (۱۹۷۵)
- Blazing Stewardesses (۱۹۷۵)
- Black Heat (۱۹۷۶)
- سامورایی سیاه پوش (۱۹۷۷)
- سیندرلا 2000 (۱۹۷۷)
- دکتر دراکولا (۱۹۷۸)
- غروب در خلیج (۱۹۷۸)
- Death Dimension (۱۹۷۸)
- پرستار شری (۱۹۷۸)
- Carnival Magic (۱۹۸۱)
- گمشده (۱۹۸۳)